# Прокопенко Микола Миколайович
Мико́ла Микола́йович Прокопе́нко (1905 , Слобода, Кагарлицька волость, Київський повіт, Київська губернія, Російська імперія  — невідомо ) — український політичний і радянський діяч. Депутат Верховної Ради УРСР 1-го скликання. Кандидат у члени ЦК КП(б)У (1938–1940).

## Біографія
Народився 1905 року в селянській родині в селі Слобода, тепер Кагарлицький район, Київська область, Україна. Виростав сиротою, виховувався в родині бідного селянина Качана в селі Кагарлицька Слобода на Київшині. З десятирічного віку наймитував, працював на Кагарлицьких цукрових плантаціях. Закінчив чотикласну сільську початкову школу.
Після закінчення школи працював робітником-чорноробом радгоспів Кагарлицького цукрового заводу та на самому заводі. У 1922 році вступив до комсомолу, навчався в комсомольській політичній школі. З 1926 року навчався на робітничому факультеті Київського сільськогосподарського інституту.  
Член ВКП(б) з 1928 року.
У 1930 році закінчив робітничий факультет і до 1931 року навчався в Київському сільськогосподарському інституті.  
У 1931 році відряджений на партійну роботу в Донбас: працював пропагандистом на шахті № 2-біс, а згодом на кількох шахтах Сорокинської рудоуправи, був редактором багатотиражки на шахті імені ОДПУ, секретарем партійної організації шахти № 2 міста Сорокине. З 1932 по 1934 рік — на господарській роботі, помічник керівника Сорокинської рудоуправи, інструктор Сорокинського районного партійного комітету по вугіллю Донецької області.
З 1934 по 1936 рік навчався в Харківському інституті радянського будівництва і права, був членом партійного комітету і культпропом інституту.
У січні 1936 — листопаді 1937 року — голова виконавчого комітету Штепівської районної ради депутатів трудящих Харківської області. 
У листопаді 1937 — липні 1938 року — виконувач обов'язків голови виконавчого комітету Харківської обласної ради депутатів трудящих.
26 червня 1938 року був обраний депутатом Верховної Ради УРСР 1-го скликання від Велико-Бурлуцької виборчої округи № 254 Харківської області.
У липні 1938 року призначений секретарем Центрального виконавчого комітету (ЦВК) Української РСР.
З серпня 1938 року — заступник народного комісара місцевої промисловості УРСР.
Під час німецько-радянської війни потрапив у оточення, зник безвісти.